# Charles Soule
Pour les articles homonymes, voir Soule.
Œuvres principales
- La Lumière des Jedi

Charles Soule, né à Milwaukee dans le Wisconsin, est un scénariste de comics et romancier américain de science-fiction.

## Œuvres

### UniversStar Wars

#### SérieLa Haute République

##### Phase I:La Lumière des Jedi

###### Roman
- La Lumière des Jedi, Pocket, coll. « Star Wars » no 178, 2021 ((en) Light of the Jedi, 2021), trad. Lucile Galliot et Sandy Julien, 512 p.  (ISBN 978-2-266-31789-4)

###### Comics
- (en) Eye of the Storm, 2022En deux volumes

### Romans indépendants
- (en) The Oracle Year, 2018
- (en) Anyone, 2019
- (en) The Endless Vessel, 2013